# Sankt Andrä (Caríntia)
Sankt Andrä é uma cidade da Áustria localizado no distrito de Wolfsberg, no estado de Caríntia.